# Поташевка (присілок)
По́ташевка (рос. Поташевка, башк. Поташевка) — присілок у складі Аургазинського району Башкортостану, Росія. Входить до складу Бішкаїнської сільської ради.
Населення — 25 осіб (2010; 59 в 2002).
Національний склад:
- чуваші — 85%